# Elecciones al Parlamento Europeo de 1989 (Grecia)
En las elecciones al Parlamento Europeo de 1989 en Grecia, celebradas en junio, se escogió a los 24 representantes de dicho país para la tercera legislatura del Parlamento Europeo.

## Resultados
| Datos de participación | Datos de participación | Datos de participación |
| ---------------------- | ---------------------- | ---------------------- |
| Censo electoral        | 8.347.387              | 100%                   |
| Votantes               | 6.668.113              | 79,9                   |
| Abstención             | 1.679.274              | 20,1                   |
| Válidos                | 6.563.814              |                        |
| A candidatura          | 6.544.669              | 99,7                   |
| Blancos                | 19.145                 | 0,3                    |

| ← Elecciones al Parlamento Europeo de 1989 →         |           |       |         |
| Partido                                              | Votos     | %     | Escaños |
| Nueva Democracia (ND)                                | 2.652.435 | 40,53 | 10      |
| Movimiento Socialista Panhelénico (PASOK)            | 2.366.460 | 36,16 | 9       |
| Coalición de la Izquierda y del Progreso (SYN)       | 941.913   | 14,39 | 4       |
| Renovación Democrática (DIANA)                       | 89.811    | 1,37  | 1       |
| Unión Política Nacional (EPEN)                       | 77.095    | 1,18  | 0       |
| Ecologistas Alternativos (EE)                        | 72.826    | 1,11  | 0       |
| Movimiento Ecológico Democrático de Grecia (DK-EDEK) | 69.429    | 1,06  | 0       |
| Partido Socialista de Grecia (ESK)                   | 43.654    | 0,67  | 0       |
| Kommunistiko Komma Ellados - Esoterikou (KKE-E)      | 41.790    | 0,64  | 0       |
| Movimiento Radical Griego (ERK)                      | 40.816    | 0,62  | 0       |
| OIKIPAN (OIKIPAN)                                    | 27.786    | 0,42  | 0       |
| Democracia Cristiana (CD)                            | 27.208    | 0,42  | 0       |
| Komma (Neo)Fileleftheron (KF)                        | 26.181    | 0,40  | 0       |
| Democracia Directa (AD)                              | 25.170    | 0,38  | 0       |
| Unión del Centro Democrático (EDIK)                  | 18.399    | 0,28  | 0       |
| Movimiento Unido Nacionalista (ENEK)                 | 15.555    | 0,24  | 0       |
| Nuevos políticos (NP)                                | 11.562    | 0,18  | 0       |
| Movimiento Europeo Económico (EOK)                   | 8.275     | 0,13  | 0       |
| Aftodynamo Kinima Epanastatikis Politikis (AKEP)     | 7.273     | 0,11  | 0       |
| EPEKE (EPEKE)                                        | 6.948     | 0,11  | 0       |
| KEA (KEA)                                            | 3.655     | 0,06  | 0       |